# 日本國鐵ED46型電力機車
ED46型电力机车（日语：ED46形電気機関車）是日本国有铁道的第一种双电流制电力机车，适用于供电制式为1500伏直流电和20千伏50赫兹的工频單相交流電的电气化铁路。这种实验性机车由日立制作所于1959年研制成功，仅试制了一台，并未投入批量生产。

## 发展历史

### 研制
1959年，日本国有铁道决定对常磐线取手以北实施交流电气化改造，并在取手站至藤代站之间设置一个交直流分相区，使交直流两用的铁路车辆能够以车上切换方式，在列车运行时无需停车就能完成电流制的转换。为此，日本国铁开发研制了日本第一种双电流制电力机车，同时适用于1500伏直流电和20千伏50赫兹的工频单相交流电。
同年8月，日立制作所在ED71型电力机车的基础上，试制了首台ED46型电力机车。值得一提的是，这台机车也是日立制作所自1911年以来制造的第1000台电力机车。ED46型电力机车按照干线客运机车的需要而研制，机车上安装有主变压器和水银整流器，控制方式采用电阻调压、串并联换接和磁场削弱，还采用了整体承载式轻量化车体、单电机转向架、大功率牵引电动机、轮对空心轴架悬式驱动装置等新技术，并可以对旅客列车的电热取暖装置供电。ED46型电力机车的最高运转速度为110公里/小时，在交流及直流区段的持续功率均为1400千瓦，可满足牵引550吨急行旅客列车或600吨普通旅客列车通过10‰长大坡道的运行条件。

### 运用
ED46型电力机车出厂后，由于常磐线的交流电化工程尚未完成，因此首先配属到宇都宫机关区，在东北本线和日光线进行各项试验。1961年6月，随着常磐线取手至胜田区段完成交流电化，ED46型电力机车亦转配属尾久机关区，并开始投入常磐线运用，主要担当旅客列车的牵引任务。根据ED46型电力机车的试验结果和运用经验，日立制作所于1961年研制了EF80型电力机车，并开始投入批量生产。同年，根据新修订的国铁车辆形式称号规程，ED46型电力机车改称为ED92型电力机车。后来，这台机车移交中央铁道学园作为教学车使用，在很长一段时间内被存放在田端机关区，至1975年正式报废解体。

## 技术特点

### 总体布置
ED46型电力机车是干线客运用的双电流制电力机车，适用于供电制式为1500伏直流电和20千伏50赫兹的工频單相交流電的电气化铁路。车体两端各设有一个司机室，车内设有“Z”字形内走廊连接两端司机室，车体中部设有第一辅助机械室、变压器室、中央机械室、整流器室、第二辅助机械室。司机室内机车运行方向的左侧设有司机操纵台，司机室两侧设有供乘务员乘降的侧门。车顶安装有两台双臂式受电弓、交直流切换器、高速断路器、避雷器等高压电气设备。车体底部两台转向架之间吊装着总风缸、平波电抗器和各种电阻器。

### 车体结构
ED46型电力机车采用轻量化的整体承载式全钢焊接结构箱型车体，车体全长14,100毫米、全宽2,900毫米。由于ED46型电力机车的设计为单机运用的干线客运机车，因此采用了前端非贯通型的结构，并采用大面积前窗玻璃以改善司机的嘹望视野，这种前端外形亦被后来的EF60、EF70型电力机车所沿用。机车采用车体通风系统，侧墙百叶窗是车内设备通风冷却的主要进风窗口，车体两侧均设有两扇侧窗和五个通风百叶窗。

### 电气系统
ED46型电力机车是交—直流电传动的整流器式电力机车，机车主电路由空气断路器、主变压器、水银整流器、牵引电动机、主电阻器、电路保护装置等组成。在交流电模式时，机车从架空接触网获取高压交流电，首先由主变压器降低电压，再通过水银整流器转换成脉流电（即方向不变而只有电压变化的直流电），经过电阻调压后供电给牵引电动机。在直流电模式时，机车从架空接触网获取直流电，经过电阻调压后直接向牵引电动机供电，而水银整流器则变为逆变器工作，用来向旅客列车供电。机车可以在运行时安全地完成交直流切换过程。ED46型电力机车的调速控制方式和直流电力机车一样，采用电阻调压、牵引电动机的串—并联换接、以及磁场削弱控制来达到调速的目的。调速控制器共有25个调速级位，其中弱磁起动位1级、串联位11级、并联位7级、磁场削弱位6级。
机车装用一台芯式单相主变压器，变压器次边有三个绕组，包括一个向整流器供电的牵引绕组（额定电压为2×2080伏特，额定容量为2170千伏安）、一个向辅助系统供电的辅助绕组（额定电压为465伏特，额定容量为20千伏安）及一个向旅客列车供电的供电绕组（额定电压为1590伏特，额定容量为460千伏安），冷却方式为强迫油循环导向风冷却。整流装置采用风冷式励弧管水银整流器，由四个励弧管组成单相全波整流电路，整流器额定功率为1560千瓦，额定整流电压为1500伏特，额定整流电流为1040安培。
每台转向架安装一台MT913型牵引电动机，该型电动机是带有补偿绕组的四极串励直流电动机，也是当时世界上窄轨电力机车所使用功率最大的牵引电动机，小时功率为755千瓦，持续功率为700千瓦，额定电压为1500伏特，采用强迫通风冷却。为扩大机车的恒功调速范围，还可以对牵引电动机使用磁场削弱，削弱率最深为40%。
考虑到电气设备轻量化的需要，ED46型电力机车的辅助电路采用了特殊的多电流制模式。其中，在交直流区段共用的辅助电动机，包括牵引电动机通风机、三相电动发电机和电动空气压缩机，均使用1500伏特直流电动机驱动，在直流区段由架空接触网直接馈电，在交流区段则由整流器供电。励弧管冷却风扇及预热器，在交流区段由主变压器辅助绕组直接供应440伏特50赫兹单相交流电，在直流区段则由三相电动发电机供电，该电动发电机的输入电压为1500伏特直流电，输出440伏特60赫兹三相交流电。

### 转向架
机车走行部为两台DT112型二轴转向架。为了尽可能减轻机车重量，ED46型电力机车是日本首次采用单电机转向架的国铁电力机车，每个转向架安装一台大功率牵引电动机并成组驱动两个轮对，这种设计之前曾经在东武铁道ED5050型电力机车上应用。牵引电动机采用架悬式安装方式，将牵引电动机横向固定在转向架构架中梁，即两个轮对之间；从牵引电动机轴端齿轮输出的转矩，通过两个中间齿轮分别传动两个轮对的大齿轮。驱动装置采用轮对空心轴传动，大齿轮由滚动轴承安装在空心轴套上，转矩由大齿轮通过橡胶连杆机构传给空心轴，空心轴的另一端亦使用橡胶连杆机构与车轮相连。
轴箱采用无磨耗的拉板式定位结构，两片金属拉板的其中一端与轴箱连接，另一端与构架侧梁相连。转向架采用全旁承支重结构，机车的车体重量通过四个旁承支座坐落在两台转向架上。一系悬挂为轴箱顶螺旋弹簧，摇枕弹簧装置为构架外侧悬挂结构，采用每侧两个并联的摇枕圆弹簧组。